# Északi összetett a 2022. évi téli olimpiai játékokon
A 2022. évi téli olimpiai játékokon az északi összetett versenyszámait a Kujangsu (Kuyangshu) síközpontban rendezték Csangcsiakou (Zhangjiakou) városában február 9. és 17. között. Összesen három versenyszámban osztottak érmeket.

## Naptár
Az időpontok helyi idő szerint (UTC+8) és magyar idő szerint (UTC+1) is olvashatóak. A döntők kiemelt háttérrel vannak jelölve.
| Dátum       | Helyi idő | Magyar idő | Versenyszám                                        |
| ----------- | --------- | ---------- | -------------------------------------------------- |
| február 9.  | 16:00     | 09:00      | egyéni, normálsáncos verseny – síugrás, normálsánc |
| február 9.  | 19:00     | 12:00      | egyéni, normálsáncos verseny – sífutás, 10 km      |
| február 15. | 16:00     | 09:00      | egyéni, nagysáncos verseny – síugrás, nagysánc     |
| február 15. | 19:00     | 12:00      | egyéni, nagysáncos verseny – sífutás, 10 km        |
| február 17. | 16:00     | 09:00      | csapatverseny – síugrás, nagysánc                  |
| február 17. | 19:00     | 12:00      | csapatverseny – sífutás, 4 × 5 km                  |

## Éremtáblázat
| Helyezés            | Nemzet              | Arany | Ezüst | Bronz | Összesen |
| ------------------- | ------------------- | ----- | ----- | ----- | -------- |
| 1.                  | Norvégia (NOR)      | 2     | 2     | 0     | 4        |
| 2.                  | Németország (GER)   | 1     | 1     | 0     | 2        |
| 3.                  | Japán (JPN)         | 0     | 0     | 2     | 2        |
| 4.                  | Ausztria (AUT)      | 0     | 0     | 1     | 1        |
| Összesen (4 nemzet) | Összesen (4 nemzet) | 3     | 3     | 3     | 9        |

## Érmesek
| A 2022. évi téli olimpiai játékok érmesei északi összetettben |                                                                                         |         |                                                                                  |         |                                                                             |         |
| Versenyszám                                                   | Arany                                                                                   | Arany   | Ezüst                                                                            | Ezüst   | Bronz                                                                       | Bronz   |
| Egyéni (normálsánc + 10 km)                                   | Vinzenz Geiger · Németország (GER)                                                      | 25:07,7 | Jørgen Graabak · Norvégia (NOR)                                                  | 25:08,5 | Lukas Greiderer · Ausztria (AUT)                                            | 25:14,3 |
| Egyéni (nagysánc + 10 km)                                     | Jørgen Graabak · Norvégia (NOR)                                                         | 27:13,3 | Jens Lurås Oftebro · Norvégia (NOR)                                              | 27:13,7 | Vatabe Akito · Japán (JPN)                                                  | 27:13,9 |
| Csapatverseny (nagysánc + 4 × 5 km)                           | Norvégia (NOR) · Espen Bjørnstad · Espen Andersen · Jens Lurås Oftebro · Jørgen Graabak | 50:45,1 | Németország (GER) · Manuel Faißt · Julian Schmid · Eric Frenzel · Vinzenz Geiger | 51:40:0 | Japán (JPN) · Vatabe Josito · Nagai Hideaki · Vatabe Akito · Jamamoto Rjóta | 51:40,3 |